# Forbachia
Forbachia là một chi bướm đêm thuộc họ Geometridae.